# Фантазія

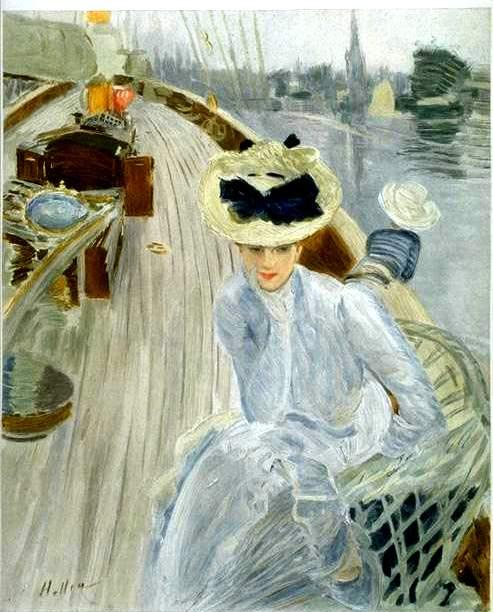
«Роздум» («Мрія»), 1901, Поль Елльо

Фанта́зія (лат. Phantasia від грец. φαντασια — уява) — створення людиною нових образів в рамках майбутнього часу, з використанням колись сприйнятого минулого, на основі наявного інтелекту.

## Сутність терміна
Фантазію переважно розглядають як:
- Творчість — процес створення нових думок, планів, задумів нових об'єктів чи явищ.
- Мрія, продукт уяви; ситуація, що представляється індивідуалом або групою, не відповідна реальності, але висловлює їх бажання.
- каприз, примха, химера.

## Інші визначення
У музиці фантазія — це музична п'єса вільної форми.